# Khufu
Khufu (/ˈkuːfuː/ KOO-foo; thường được biết đến theo cách gọi ở Hy Lạp cổ đại là Cheops hay Kheops; tên đầy đủ là Khnum Khufu /ˈknuːmˈkuːfuː/ KNOOM-koo-foo) là một vị pharaon của vương triều thứ Tư thuộc thời kỳ Cổ vương quốc của Ai Cập. Ông là vị vua thứ hai của vương triều thứ Tư và đã kế vị người cha là vua Sneferu. Khufu thường được coi là chủ nhân của Đại Kim tự tháp ở Giza, một trong bảy kỳ quan thế giới cổ đại, nhưng nhiều khía cạnh khác liên quan đến triều đại của ông lại được ghi chép khá nghèo nàn.
Bức chân dung duy nhất của nhà vua còn được lưu giữ một cách nguyên vẹn tới ngày nay là một bức tượng bằng ngà voi cao ba inch được tìm thấy trong một ngôi đền đổ nát tại Abydos vào năm 1903. Tất cả các bức phù điêu cùng những bức tượng khác đều được tìm thấy trong tình trạng vỡ nát và nhiều công trình của Khufu hiện không còn nữa. Tất cả mọi điều chúng ta biết đến ngày nay về Khufu đều xuất phát từ những dòng chữ khắc trong khu nghĩa địa của ông ở Giza và từ các ghi chép sau này. Ví dụ: Khufu là nhân vật chính trong cuộn giấy cói Westcar nổi tiếng có niên đại thuộc về vương triều thứ 13.
Hầu hết các ghi chép đề cập đến vua Khufu đều được viết bởi các sử gia Ai Cập và Hy Lạp cổ đại vào khoảng năm 300 TCN. Những thông tin về cuộc đời của Khufu được ghi lại một cách mâu thuẫn: Trong khi nhà vua vẫn được tôn thờ rất lâu sau khi ông qua đời trong thời kỳ Cổ Vương quốc và Tân vương quốc sau này, các sử gia cổ đại như Manetho, Diodorus và Herodotos lại có cái nhìn mang tính rất tiêu cực về Khufu.

## Tên của Khufu
Tên của Khufu là sự hiến dâng dành cho thần Khnum, điều này có thể là nhằm giúp cho thần Khnum được phổ biến rộng rãi hơn và nâng tầm quan trọng của vị thần này trong tôn giáo. Trên thực tế, một số tước hiệu hoàng gia và tôn giáo, mà bước đầu đã được sử dụng dưới triều đại của ông, có thể cho thấy rằng các pharaon của Ai Cập đã cố gắng nhấn mạnh về nguồn gốc và thân thế thần thánh của họ bằng cách hiến dâng tên đồ hình chính thức của họ dành cho một vị thần nào đó. Khufu có thể đã tự xem mình như là một vị thần sáng tạo, một vai trò vốn được dành cho Khnum, vị thần của mặt đất, sự sáng tạo và mùa màng. Như là hệ quả của nó, nhà vua đã kết nối tên của Khnum với tên của ông.
Một điều thú vị nữa đó là vị pharaon này đã sử dụng một cách chính thức hai phiên bản tên gọi thủa nhỏ của ông là Khnum-khuf và Khufu. Cách gọi đầu tiên (đầy đủ) rõ ràng thể hiện đức tin tôn giáo của Khufu đối với Khnum, còn cách gọi tên thứ hai (ngắn hơn) thì lại không. Không rõ tại sao nhà vua lại sử dụng cách gọi tên ngắn gọn như vậy. Có thể dường như tên gọi ngắn gọn này không mang ý nghĩa là phải kết nối với bất kỳ vị thần nào cả.
Khufu còn được biết đến với tên gọi theo tiếng Hy Lạp của ông là Kheops hoặc Cheops (/ˈkiːɒps/, KEE-ops; tiếng Hy Lạp: Χέοψ theo Diodoros và Herodotos) và một tên gọi theo tiếng Hy Lạp khác ít được biết đến là Súphis (/ˈsuːfɪs/ SOO-fis; tiếng Hy Lạp: Σοῦφις, theo Manetho). Một tên gọi khác hiếm gặp nữa của Khufu, được Josephus sử dụng, là Sofe (/ˈsɒfiː/ SO-fe; tiếng Hy Lạp: Σόφε).. Các nhà sử học Ả rập gọi ông là Saurid hay Salhuk trong những câu chuyện thần bí về Khufu và các kim tự tháp Giza.

## Gia đình

### Dòng dõi của Khufu

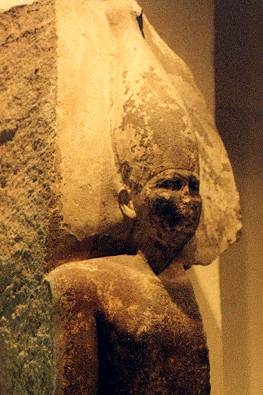
Chân dung của Sneferu, người cha ruột hoặc cha dượng của Khufu

Hiện nay các nhà nghiên cứu vẫn chưa thể chắc chắn rằng liệu Khufu có thực sự là con ruột của Sneferu hay không. Phần lớn các nhà Ai Cập học đều tin Sneferu chính là cha ruột của Khufu, nhưng là do các sử nhà sử học thuộc về thời kỳ sau này thường ghi chép lại rằng chỉ có người con trai cả hoặc một người con cháu được lựa chọn mới được thừa hưởng ngai vàng. Vào năm 1925, ngôi mộ của nữ hoàng Hetepheres I, G7000x, đã được tìm thấy ở phía đông của kim tự tháp Khufu. Bên trong ngôi mộ này có chứa nhiều hiện vật quý giá, cùng với một số dòng chữ khắc ghi lại tước hiệu Mut-nesut của bà (nghĩa là "người mẹ của đức vua"), cùng với tên của vua Sneferu. Vì vậy, trước tiên Hetepheres rõ ràng chính là vợ của Sneferu, và họ còn là cha mẹ của vua Khufu. Tuy nhiên, gần đây có một số học giả đã nghi ngờ về giả thuyết này, bởi vì Hetepheres vẫn chưa được biết rõ là đã từng mang tước hiệu Hemet-nesut hay chưa (tước hiệu này có nghĩa là "người vợ của đức vua"), đây là một tước hiệu không thể thiếu để khẳng định địa vị hoàng gia của một nữ hoàng. Thay vào đó, Hetepheres chỉ từng mang tước hiệu Sat-netjer-khetef (nguyên văn: "người con gái từ thân thể thần thánh của Ngài", hay là "người con gái của đức vua"), một tước hiệu lần đầu tiên được đề cập đến. Như là hệ quả, các nhà nghiên cứu giờ đây nghĩ rằng Khufu có thể không phải là người con ruột của Sneferu, nhưng Sneferu đã hợp pháp hóa địa vị và thứ bậc trong hoàng gia của Khufu thông qua hôn nhân. Bằng cách thần thánh hóa thân mẫu của ông như là con gái của một vị thần sống, địa vị mới của Khufu đã được đảm bảo. Giả thuyết này có thể được chứng minh thông qua việc thân mẫu của Khufu được chôn cất gần với người con trai của bà chứ không phải ở trong khu nghĩa địa của chồng bà, như đã được mong đợi

### Gia phả
Danh sách sau đây liệt kê các thành viên hoàng tộc mà có thể có mối liên hệ với Khufu một cách chắc chắn.
Cha mẹ:
- Sneferu: Nhiều khả năng có thể là cha của ông, cũng có lẽ chỉ là cha dượng. Vị Pharaon nổi tiếng đã cho xây dựng ba kim tự tháp.
- Hetepheres I: Nhiều khả năng có thể là mẹ của ông. Bà là vợ của vua Sneferu và còn được biết đến nhờ vào những hiện vật quý giá của bà được tìm thấy tại Giza.

Hôn thê:
- Meritites I: Người vợ đầu tiên của Khufu.
- Henutsen: Người vợ thứ hai của Khufu. Tên của bà xuất hiện trên tấm bia đá tóm tắt.

Anh chị em:
- Hepheres: Vợ của Ankhhaf.
- Ankhhaf: Người em trai của Khufu.

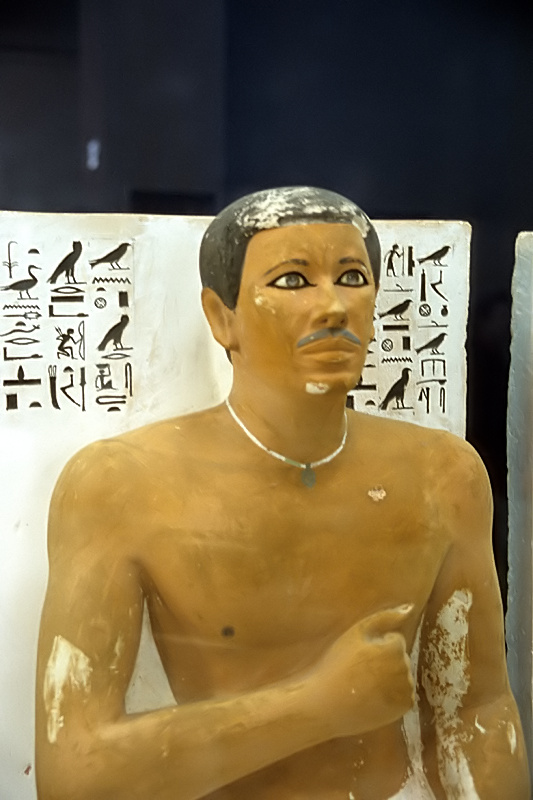
Chân dung của hoàng tử Rahotep.

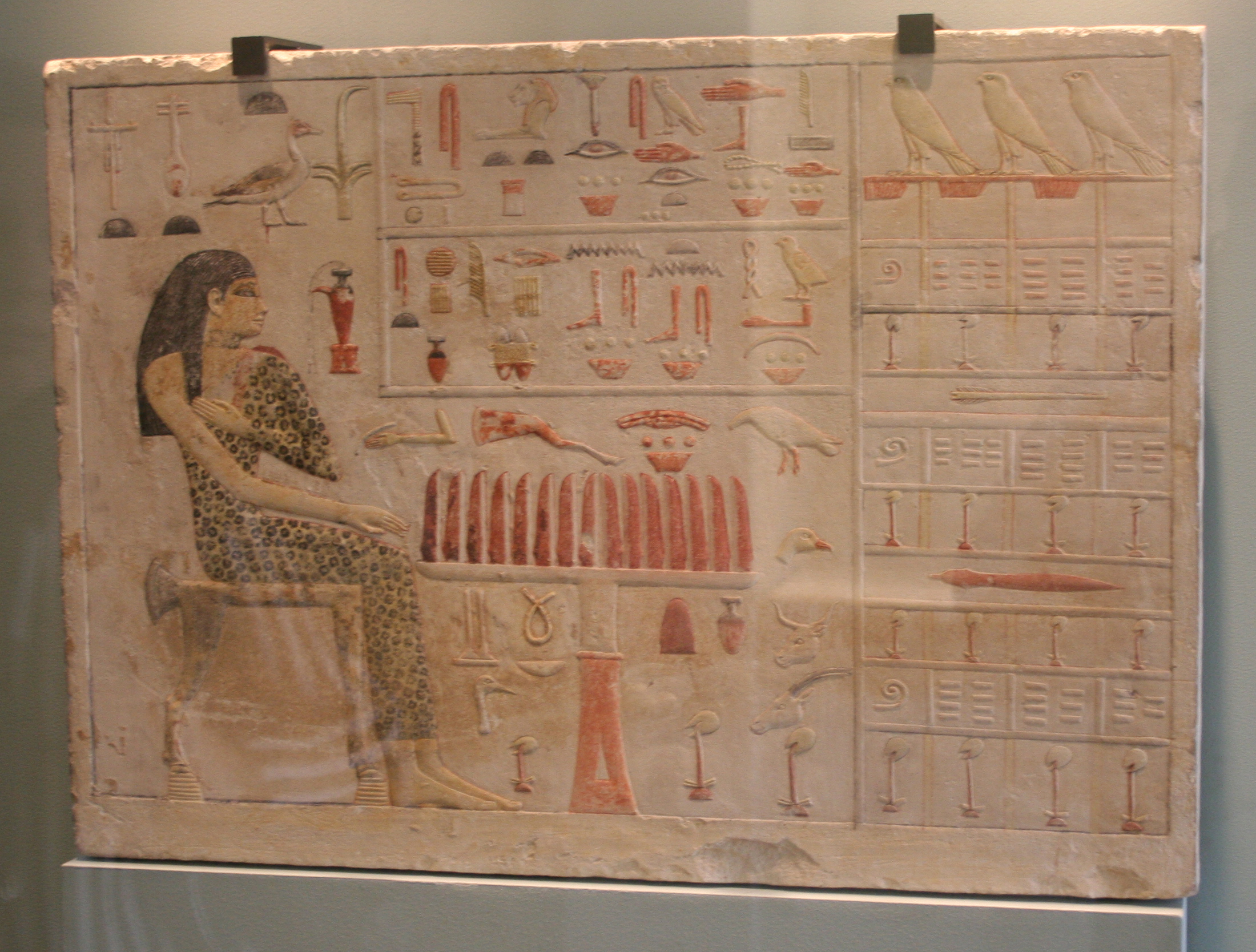
Tấm bia đá của công chúa Nefertiabet.

- Nefermaat I: Một người anh em cùng cha khác mẹ; Ông ta được chôn cất tại Meidum và là chủ nhân của "mastaba đàn ngỗng" nổi tiếng.
- Rahotep: Người Cả hoặc người anh cùng cha khác mẹ với ông. Chủ nhân của một bức tượng chân dung đôi với kích thước bằng người thật miêu tả ông ta cùng vợ mình là Nofret.

Những người con trai của Khufu:
- Kawab: Nhiều khả năng có thể là con trai cả và là hoàng thái tử, ông ta đã qua đời trước khi triều đại của Khufu kết thúc và do đó đã không kế vị ngôi vua của Khufu.
- Djedefra: Còn được gọi là Radjedef và Ratoises. Người con đầu tiên kế vị ngai vàng.
- Khafre: Người con thứ hai kế vị ngai vàng.
- Djedefhor: Còn được gọi là Hordjedef, được đề cập đến trong cuộn giấy cói Westcar.
- Baufra: Có thể là một người con trai của Khufu, nhưng lại không được chứng thực thông qua các bằng chứng khảo cổ học hay tư liệu đương thời. Chỉ được biết đến thông qua hai văn kiện sau này.
- Babaef I: Còn được gọi là Khnum-baef I.
- Khufukhaf I: Còn được gọi là Kaefkhufu I.
- Minkhaf I.
- Horbaef.

Con gái:
- Nefertiabet: Được biết đến với tấm bia đá tuyệt đẹp của bà.
- Hetepheres II: Vợ của hoàng tử Kawab, sau này còn kết hôn với pharaon Djedefra.
- Meresankh II.
- Meritites II: Kết hôn với Akhethotep.
- Khamerernebty I: Vợ của vua Khafra và là mẹ của vua Menkaura.

Cháu nội:
- Duaenhor: Con trai của Kawab.
- Kaemsekhem: Con trai thứ hai của Kawab.
- Mindjedef: Còn được gọi là Djedefmin.
- Meresankh III, con của Kawab, vợ của Khafre
- Djaty: Con trai của Horbaef.
- Iunmin I: Con trai của Khafre.

## Triều đại

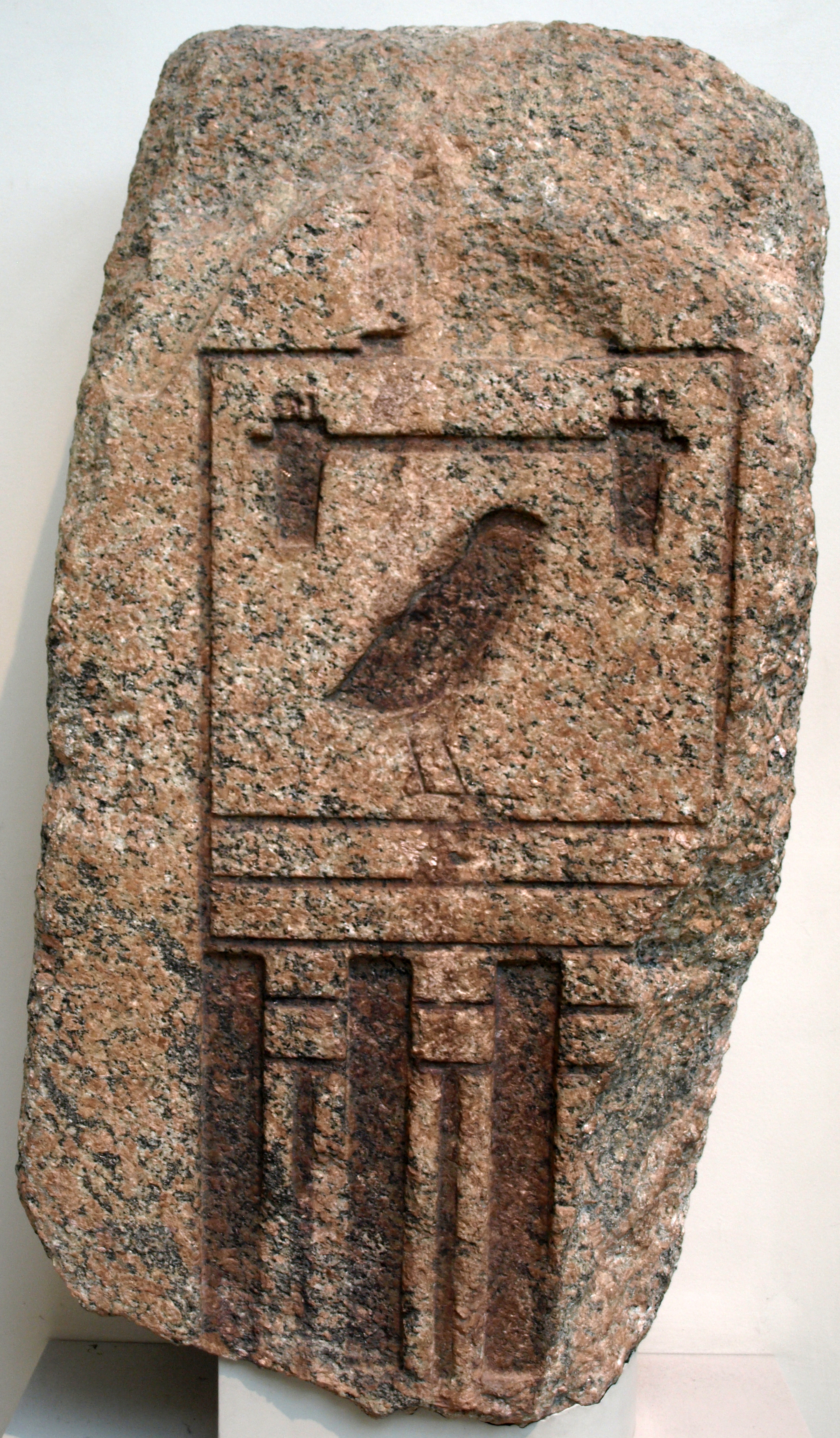
Mảnh đá granite vỡ với tên horus của Khufu,Medjedu.

### Độ dài triều đại
Các nhà nghiên cứu hiện vẫn chưa rõ liệu rằng Khufu đã cai trị Ai Cập trong bao lâu, bởi vì các nguồn sử liệu về sau lại mâu thuẫn với nhau và các nguồn sử liệu đương thời lại rất khan hiếm. Tuy vậy, cuộn giấy cói Turin có niên đại dưới vương triều thứ 19 ghi lại rằng Khufu đã cai trị trong 23 năm..Nhà sử học cổ đại Herodotus cho rằng triều đại của ông kéo dài 50 năm còn sử gia Manetho thậm chí ghi rằng ông đã cai trị tới 63 năm. Những con số này ngày nay được coi là sự phóng đại quá mức hoặc là do tác giả đã dịch sai các nguồn sử liệu cổ xưa.
Các nguồn sử liệu có niên đại thuộc về triều đại của Khufu đã cung cấp ba manh mối quan trọng: Một trong số chúng được tìm thấy tại ốc đảo Dakhla trong sa mạc Libya. Tên serekh của Khufu đã được khắc trên một bản khắc đá thuật lại "cuộc hành trình Mefat vào năm sau khi tiến hành kiểm kê gia súc lần thứ 13 dưới triều vua Hor-Medjedu". Nguồn sử liệu thứ hai có thể được tìm thấy trong các khoang trống nằm ở phía trên phòng chôn cất chính của kim tự tháp Khufu. Một trong số những dòng chữ khắc này đề cập tới một toán thợ có tên gọi là "những người bạn của Khufu" cùng với ghi chú "vào năm của lần kiểm kê gia súc thứ 17", nhưng hiện vẫn chưa rõ liệu rằng số năm được nhắc đến ở đây cho thấy việc kiểm kê gia súc diễn ra hai năm một lần, hay là con số này đã được ghi lại theo đúng nguyên văn. Tuy nhiên, những bằng chứng gần đây đến từ Wadi al-Jarf giúp phát lộ ra một manh mối thứ ba về độ dài triều đại của Khufu: một vài mảnh giấy cói có chứa các bản báo cáo viết tay đến từ một bến cảng của hoàng gia tại Wadi al-Jarf ngày nay. Những ghi chép này mô tả sự trở về của hạm đội hoàng gia với những kim loại quý hiếm cùng ngọc lam trong "năm sau lần kiểm kê gia súc thứ 13 dưới triều vua Hor-Medjedw". Do đó, niên đại của Khufu được biết đến rõ nhất và được lưu giữ tốt nhất đó là "Năm sau lần kiểm kê gia súc thứ 13".
Trong nỗ lực nhằm giải quyết câu đố liên quan đến thời gian trị vì thực sự của Khufu, các nhà Ai Cập học hiện đại đã căn cứ vào sự kiện tiến hành kiểm kê gia súc diễn ra mỗi hai năm một lần dưới triều đại của Senefru. Kiểm kê gia súc là một sự kiện kinh tế quan trọng phục vụ cho việc thu thuế trên toàn bộ Ai Cập. Những đánh giá mới về nguồn sử liệu đương thời và từ tấm bia đá Palermo đã giúp củng cố giả thuyết cho rằng việc kiểm kê gia súc dưới thời Khufu vẫn được tiến hành hai năm một lần chứ không phải diễn ra hàng năm như là suy luận trước đó.
Các nhà Ai Cập học như Thomas Schneider, Michael Haase và Rainer Stadelmann còn băn khoăn về việc liệu rằng người biên soạn nên cuộn giấy cói Turin có thực sự đã căn cứ vào những ghi chép liên quan đến sự kiện kiểm kê gia súc diễn ra hai năm một lần trong giai đoạn nửa đầu thời kỳ Cổ Vương quốc hay là đã căn cứ vào việc thu thuế được tiến hành hàng năm dưới vương triều thứ 19. Tóm lại, tất cả các nguồn sử liệu này đều minh chứng cho thấy Khufu đã cai trị ít nhất 26 hoặc 27 năm, và có thể là hơn 34 năm.

### Sự kiện chính trị
Chỉ có một vài gợi ý về các sự kiện diễn ra dưới triều đại của Khufu ở bên trong và bên ngoài Ai Cập. Ở Ai Cập, tên của Khufu xuất hiện trong các bản khắc đá trên các tòa nhà và các bức tượng. Ngoài ra tên của Khufu còn xuất hiện trong các bản khắc đá ở Elkab và Elephantine và tại các mỏ đá địa phương ở Hatnub và Wadi Hammamat. Tại Saqqara, hai bức tượng bằng đất nung của nữ thần Bastet đã được tìm thấy và ở dưới đế của chúng chạm khắc tên horus của Khufu. Chúng đã có mặt tại Saqqara vào thời Trung vương quốc, nhưng có thể đã được tạo ra dưới triều đại của Khufu.

#### Wadi Maghareh

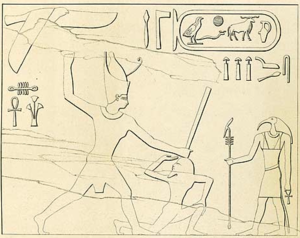
Tranh vẽ phù điêu của Khufu từ Wadi Maghareh.

Tại Wadi Maghareh ở Sinai, một bản khắc đá đã khắc họa hình ảnh Khufu đang đội vương miện kép. Dưới triều đại của mình, Khufu đã tiến hành một vài cuộc viễn chinh nhằm tìm kiếm các mỏ ngọc lam và đồng. Giống như các vị vua khác như Sekhemkhet, Sneferu và Sahure, vốn cũng được miêu tả trong những bức phù điêu oai vệ tại đó, ông cũng tìm kiếm hai nguồn nguyên liệu quý giá này. Ngoài ra, Khufu cũng đã tiến hành giao thương với Byblos. Ông đã phái một vài đoàn thám hiểm đến Byblos để nhằm trao đổi những công cụ và vũ khí bằng đồng lấy loại gỗ tuyết tùng quý giá. Loại gỗ này là nguồn nguyên liệu thiết yếu dùng để đóng những chiếc thuyền tang lễ lớn và thực sự thì những chiếc thuyền được phát hiện tại Đại Kim tự tháp của ông đã được làm từ chúng.

#### Wadi al-Jarf
Gần đây, các nhà khảo cổ học đã tìm thấy những bằng chứng mới liên quan đến các sự kiện diễn ra dưới triều đại của Khufu tại khu vực hải cảng cổ Wadi al-Jarf nằm trên bờ biển Đỏ ở khu vực miền đông Ai Cập. Những vết tích đầu tiên của bến cảng này đã được John Gardner Wilkinson và James Burton khai quật vào năm 1823, nhưng di tích này nhanh chóng bị bỏ qua và chìm dần vào sự quên lãng. Năm 1954, các học giả người Pháp như François Bissey và René Chabot-Morisseau đã tiến hành khai quật lại bến cảng này, nhưng cuộc khai quật của họ cũng đã sớm phải dừng lại. Nguyên nhân là do là cuộc khủng hoảng kênh đào Suez xảy ra. Vào tháng 6 năm 2011, một nhóm các nhà khảo cổ dưới sự lãnh đạo của hai nhà Ai Cập học người Pháp là Pierre Tallet và Gregory Marouard đã tái khởi động lại quá trình khai quật tại địa điểm này. Trong số những hiện vật được khai quật tại đây, các nhà khảo cổ học đã tìm thấy hàng trăm đoạn giấy cói
Trong số đó có mười cuộn giấy vẫn còn đang trong tình trạng nguyên vẹn. Phần lớn các ghi chép này có niên đại vào năm thứ 27 dưới triều đại của Khufu và chúng ghi lại cách thức mà triều đình đã sử dụng để vận chuyển lương thực cùng vật tư cho các thủy thủ và công nhân bến cảng. Giá trị của những tài liệu quan trọng này còn được củng cố thông qua cách diễn đạt điển hình của thời kỳ Cổ vương quốc, cùng với việc các bức thư này được gửi tới cho chính nhà vua và Khufu được gọi bằng tên Horus của ông. Đây là một cách xưng hô điển hình đối với một vị vua khi ông ta đang còn sống; Khi nhà vua qua đời, ông ta được gọi bằng tên đồ hình hoặc bằng tên gọi lúc sinh ra của ông ta. Trong số những cuộn giấy trên có một cuộn giấy nhận được sự quan tâm đặc biệt: đó là nhật ký của Mererer, một viên quan tham gia vào việc xây dựng Đại Kim tự tháp. Thông qua cuốn nhật ký, các nhà nghiên cứu đã có thể tái dựng lại ba tháng của cuộc đời ông ta và có được cái nhìn sâu sắc hơn về cuộc sống thường nhật của người dân dưới vương triều thứ tư. Một bản khắc khác, được tìm thấy trên những bức tường đá vôi của bến cảng, đã đề cập đến tên của viên quan đứng đầu cơ quan ký lục của hoàng gia mà chịu trách nhiệm kiểm soát việc trao đổi hàng hóa:Idu.
Tên đồ hình của Khufu cũng còn được khắc trên một số tảng đá vôi lớn tại khu vực này. Hải cảng này đã từng là một địa điểm có tầm quan trọng về cả mặt chiến lược và kinh tế đối với Khufu, bởi vì đây là nơi cập bến của các con thuyền chuyên chở những nguyên vật liệu quý giá như ngọc lam, đồng và quặng đến từ mũi phía nam của bán đảo Sinai. Các đoạn giấy cói còn ghi lại danh sách một số kho hàng được đặt tên theo tên của loại hàng hóa được cất giữ. Chúng cũng đề cập đến một bến cảng chắc chắn nằm ở bờ biển đối diện phía bên kia với Wadi al-Jarf, ở phía tây bán đảo Sinai, tại vị trí pháo đài cổ Tell Ras Budran được Gregory Mumford khai quật vào năm 1960. Nhờ vào việc phát hiện ra các cuộn giấy cói này cùng với pháo đài trên đã giúp các nhà khảo cổ học khám phá ra một tuyến hải trình rõ ràng băng qua biển Đỏ vào giai đoạn sơ khai của lịch sử. Đây chính là tuyến hải trình xa xưa nhất của Ai Cập cổ đại được phát hiện thông qua các bằng chứng khảo cổ học. Theo Tallet, bến cảng này cũng có thể là một trong những cảng biển huyền thoại của Ai Cập cổ đại và tại nơi đây, các chuyến thám hiểm tới vùng đất Punt nổi tiếng đã bắt đầu.

## Các công trình và tượng khắc

### Tượng khắc
Bức tượng duy nhất của Khufu còn tồn tại gần như nguyên vẹn tới ngày nay là một bức tượng bằng ngà voi nhỏ với tên gọi Bức tượng của Khufu. Nó khắc họa chân dung của nhà vua cùng với vương miện đỏ của Hạ Ai Cập. Nhà vua đang ngồi trên ngai vàng với phần tựa lưng ngắn, ở phía bên phải đầu gối của ông là tên Horus Medjedu. Khufu cầm chiếc néo trong tay phải của ông còn tay trái đặt lên trên chân trái của ông. Bức tượng này đã được Flinders Petrie tìm thấy tại Kom el-Sultan gần Abydos vào năm 1903. Ban đầu, bức tượng nhỏ này được tìm thấy trong tình trạng mất đầu; Theo Petrie nguyên nhân gây nên là do một tai nạn trong khi đào bới. Khi Petrie nhận ra tầm quan trọng của hiện vật này, ông ta đã cho dừng tất cả các công việc khác và treo thưởng cho bất kỳ người công nhân nào có thể tìm thấy phần đầu của nó. Phần đầu của bức tượng chỉ được tìm thấy ba tuần sau đó. Ngày nay, bức tượng nhỏ này đã được khôi phục và trưng bày tại bảo tàng Ai Cập ở Cairo trong phòng 32 với số thứ tự là JE 36143. Hầu hết các nhà Ai Cập học đều tin rằng bức tượng nhỏ này có niên đại thuộc về triều đại của ông, nhưng có một số học giả như là Zahi Hawass thì lại cho rằng đây là một bản sao nghệ thuật vào thời kỳ vương triều thứ 26. Ông ta lập luận rằng không có bất cứ tòa nhà nào mà có niên đại một cách chắc chắn là thuộc về vương triều thứ 4 mà đã từng được khai quật tại Kom el-Sultan hay Abydos. Hơn nữa, ông ta còn chỉ ra rằng khuôn mặt của Khufu ở đây lại mang dáng vẻ của một người mập mạp cùng với nét mặt vô cảm. Hawass đã so sánh khuôn mặt của bức tượng này với dạng khuôn mặt điển hình trên những bức tượng của các vị vua cùng thời, như Sneferu, Khaefra và Menkaura. Khuôn mặt của ba vị vua này thậm chí còn đẹp đẽ, với sự mảnh khảnh và nét mặt phúc hậu- đây rõ ràng là kiểu hình mẫu lý tưởng; Chúng đều không dựa trên thực tế. Thay vào đó, diện mạo của Khufu trên bức tượng ngà voi này lại giống như là tác phẩm của một người nghệ sĩ đã không thực sự chú tâm vào tay nghề của mình hoặc đã thực sự siêng năng. Ngay cả bản thân vua Khufu cũng không bao giờ cho phép trưng bày một tác phẩm tương đối cẩu thả như vậy. Và cuối cùng, Hawass còn lập luận rằng kiểu dáng của chiếc ngai vàng lại không giống với phong cách nghệ thuật của bất cứ hiện vật nào có niên đại thuộc về thời kỳ Cổ vương quốc. Những chiếc ngai vàng của thời kỳ Cổ vương quốc có phần tựa lưng cao đến ngang phần cổ của một vị vua. Nhưng mà bằng chứng quan trọng nhất đã khiến cho Hawass tin rằng bức tượng này là một bản sao nghệ thuật thuộc về giai đoạn rất lâu sau đó chính là biểu tượng chiếc néo-Nehenekh trong tay phải của Khufu. Hình ảnh một vị vua được miêu tả cùng với một chiếc néo chỉ xuất hiện sớm nhất là vào thời kỳ Trung vương quốc. Do đó Zahi Hawass kết luận rằng bức tượng này có thể đã được tạo ra như là một lá bùa hộ mệnh hoặc bùa may mắn để bán cho những người dân sùng đạo.

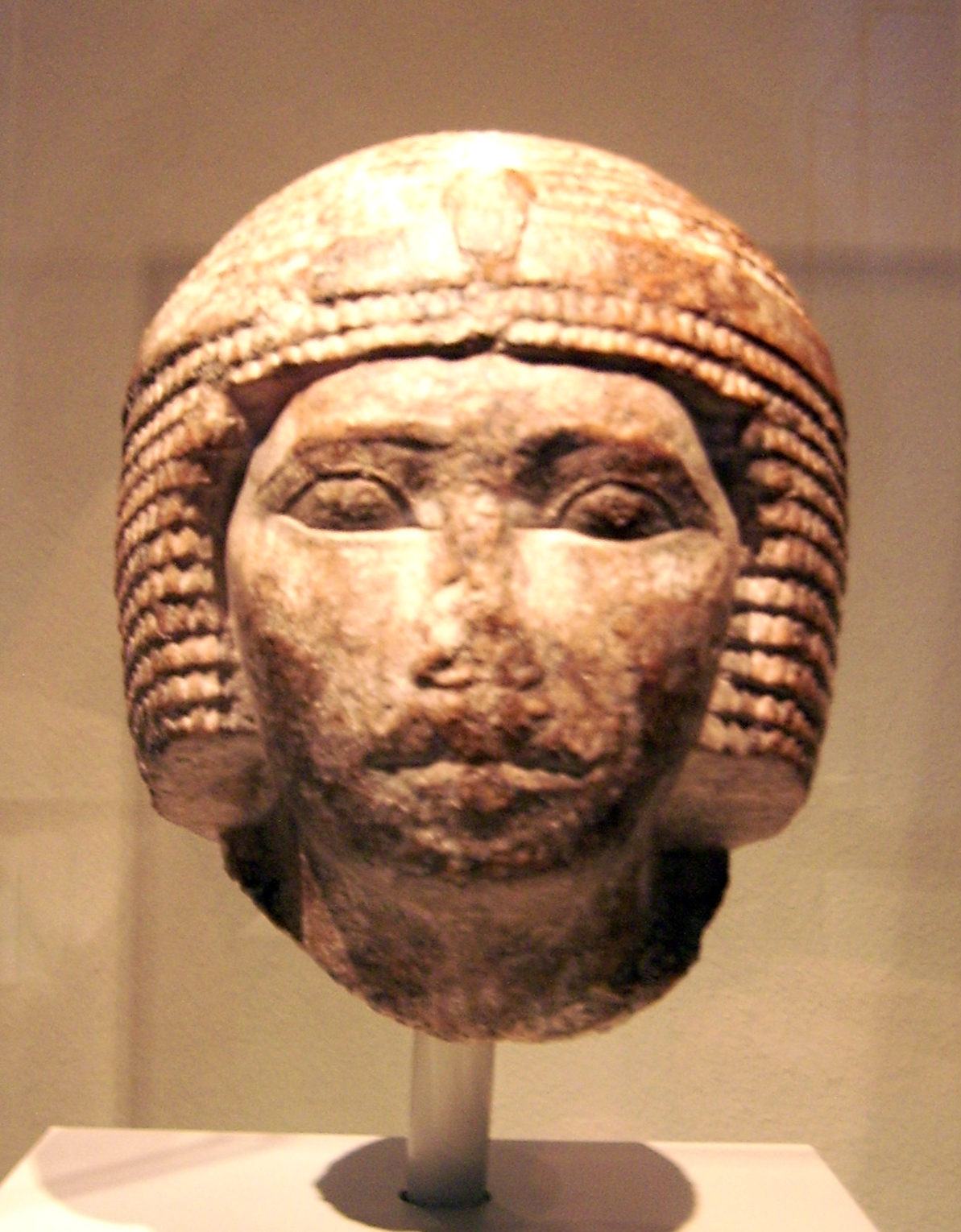
Đầu tượng bằng ngà voi của Khufu trưng bàu tại Bảo tàng Altes

Ban đầu, các nhà nghiên cứu thường cho rằng bức tượng nhỏ này là bức tượng duy nhất của vua Khufu còn nguyên vẹn đến ngày nay. Tuy nhiên, điều này hiện nay không còn đúng nữa. Các cuộc khai quật diễn ra ở Saqqara vào năm 2001 và 2003 đã khám phá ra một cặp tượng bằng đất nung miêu tả một nữ thần sư tử (có thể là thần Bastet hay Sakhmet). Trên đôi chân của nữ thần, hai bức tượng trong dáng vẻ trẻ con của hai vị vua vẫn còn tồn tại đến ngày nay. Trong khi bức tượng bên phải có thể được xác định là vua Khufu nhờ vào tên Horus của ông, bức tượng còn lại được xác định là thuộc về vua Pepy I của vương triều thứ 6, nhờ vào tên gọi thủa nhỏ của ông ta. Rõ ràng là bức tượng nhỏ của vua Pepy chỉ được thêm vào sau này, bởi vì chúng nằm tách riêng và nằm cách vị thần một khoảng. Cả hai nhóm tượng này đều được tạc theo cách thức tương tự nhau (cả hai đều có cùng kích cỡ và tỷ lệ), sự khác biệt duy nhất đó là một nữ thần sư tử nắm giữ một cây quyền trượng. Các nhà khảo cổ học còn nhận thấy rằng những pho tượng này đã được phục dựng lại vào thời kỳ Trung vương quốc, sau khi chúng bị vỡ. Tuy nhiên, dường như nguyên nhân dẫn đến việc phục dựng lại chúng là do tầm quan trọng của vị nữ thần hơn là dành cho việc thờ cúng các vị vua: tên của họ đã bị thạch cao bao phủ.
Trên mảnh vỡ C-2 của tấm bia đá Palermo đã ghi lại rằng có hai bức tượng đứng to lớn của nhà vua đã được tạo ra, trong đó một
bức tượng được làm bằng đồng, còn bức tượng còn lại thì được làm từ vàng nguyên chất.
Hơn nữa, một số mảnh vỡ bằng đá thạch cao tuyết hoa và travertine của những bức tượng ngồi được George Reisner tìm thấy trong các cuộc khai quật tại Giza đã từng được chạm khắc đầy đủ vương hiệu của Khufu. Trong số những mảnh vỡ của một bức tượng ngồi nhỏ có một mảnh vỡ khắc từ phần khuỷu chân của nhà vua trở xuống. Bên phải của chúng là tên... fu trong đồ hình mà có thể quan sát thấy được, và nó có thể dễ dàng được phục dựng lại như là tên đồ hình của Khufu.
Ngoài ra còn có hai hiện vật khác được trưng bày tại Bảo tàng Roemer-und Pelizaeus-Hildesheim được làm bằng đá thạch cao tuyết hoa. Một trong số đó có phần đầu là một nữ thần mèo (có thể là thần Bastet hoặc Sakhmet). Vị trí cánh tay phải của vị nữ thần cho thấy rằng bức tượng này trước kia đã từng thuộc về một nhóm tượng giống như những bức tượng bộ ba nổi tiếng của Mycerinus.
Một vài đầu tượng khác cũng có thể thuộc về Khufu. Một trong số đó có tên gọi là "đầu tượng Brooklyn" nằm trong Bảo tàng Brooklyn ở thành phố New York. Nó có kích thước 54,3 cm và được làm bằng đá granite màu hồng. Bởi vì đầu tượng này có gò má phúng phính thế nên nó được cho là của Khufu hoặc là của vua Huni. Một hiện vật tương tự cũng được trưng bày trong bộ sưu tập nghệ thuật Ai Cập của bang ở Munich. Phần đầu của nó được làm bằng đá vôi và chỉ có kích thước tương đối nhỏ là 5,7 cm.

### Phù điêu

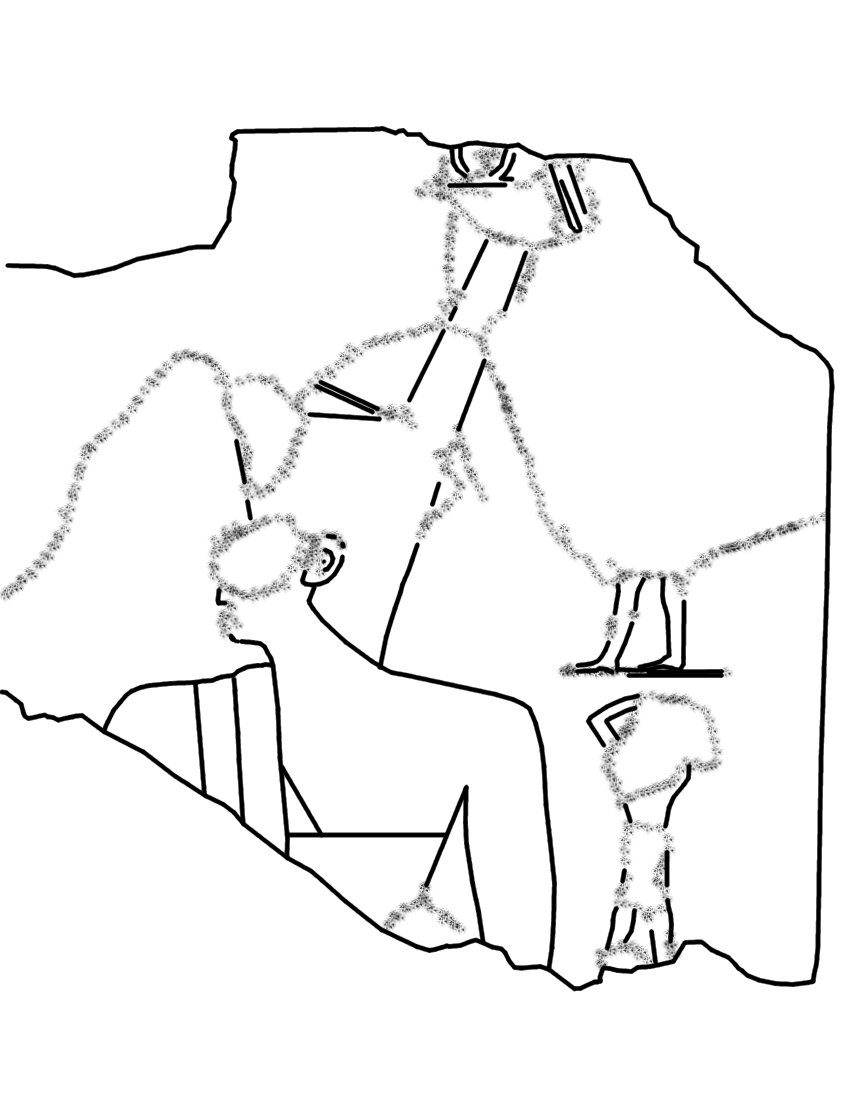
Mảnh vỡ phù điêu khắc họa Khufu cùng với Vương miện đỏ

Hình ảnh của vua Khufu còn xuất hiện trên một vài mảnh phù điêu vỡ được phát hiện rải rác trong khu nghĩa địa của ông và ở những nơi khác. Tất cả các phù điêu này đều được chế tác từ loại đá vôi có chất lượng cao. Một vài phù điêu trong số đó đến từ khu đền thờ đổ nát của kim tự tháp và con đường đắp đã bị phá hủy, những bức tường của nó đã từng được bao phủ toàn bộ bằng các bức phù điêu này. Một số phù điêu khác lại được tái sử dụng trong vực nghĩa địa kim tự tháp của vua Amenemhat I tại Lisht cũng như tại Tanis và Bubastis Một mảnh phù điêu vỡ trong số đó có chạm khắc đồ hình của vua Khufu cùng với câu: "Dựng nên thánh địa của các vị thần". Một cái khác thì lại được trang trí bằng hình ảnh một đàn bò béo tốt cùng với những bông hoa -chúng đã được chuẩn bị sẵn sàng như là những lễ vật trong nghi lễ hiến tế. Và một bức phù điêu khác thì lại khắc họa hình ảnh nhà vua đội vương miện kép và đang săn một con hà mã.
Tại Wadi Maghareh ở Sinai, có một bản khắc đá ghi lại tên và vương hiệu của Khufu như sau: "Hor-Medjedu, Khnum-Khuf, Bikuj-Nebu, vị thần vĩ đại và người kết liễu những kẻ sống trong hang động, cầu cho ngài luôn được phù hộ và mãi trường tồn". Trong một cảnh tượng khác vua Khufu lại đội vương miện kép và ngay gần bên cạnh là hình ảnh của thần Thoth. Trong một cảnh tượng khác nằm gần đó, Khufu đội vương miện Atef trong khi đang kết liễu một kẻ thù. Trong cảnh tượng này còn có sự xuất hiện của thần Wepwawet.
Một điều thú vị đó là không có bất cứ mảnh phù điêu vỡ nào khắc họa cảnh tượng vua Khufu đang dâng lễ vật lên cho một vị thần. Đây thực sự là một điều đáng lưu ý, bởi vì trên những bức phù điêu của Sneferu và của tất cả các vị vua từ Menkaura trở đi đều khắc họa cảnh tượng nhà vua đang dâng lễ vật lên cho một vị thần. Có thể chính bởi vì không có những phù điêu khắc họa cảnh tượng đặc biệt này đã khiến các sử gia Hy Lạp cổ đại cho rằng Khufu có thể đã thực sự đóng cửa tất cả các đền thờ và cấm tiến hành tất cả các nghi lễ hiến tế.

### Khu vực nghĩa trang Kim tự tháp

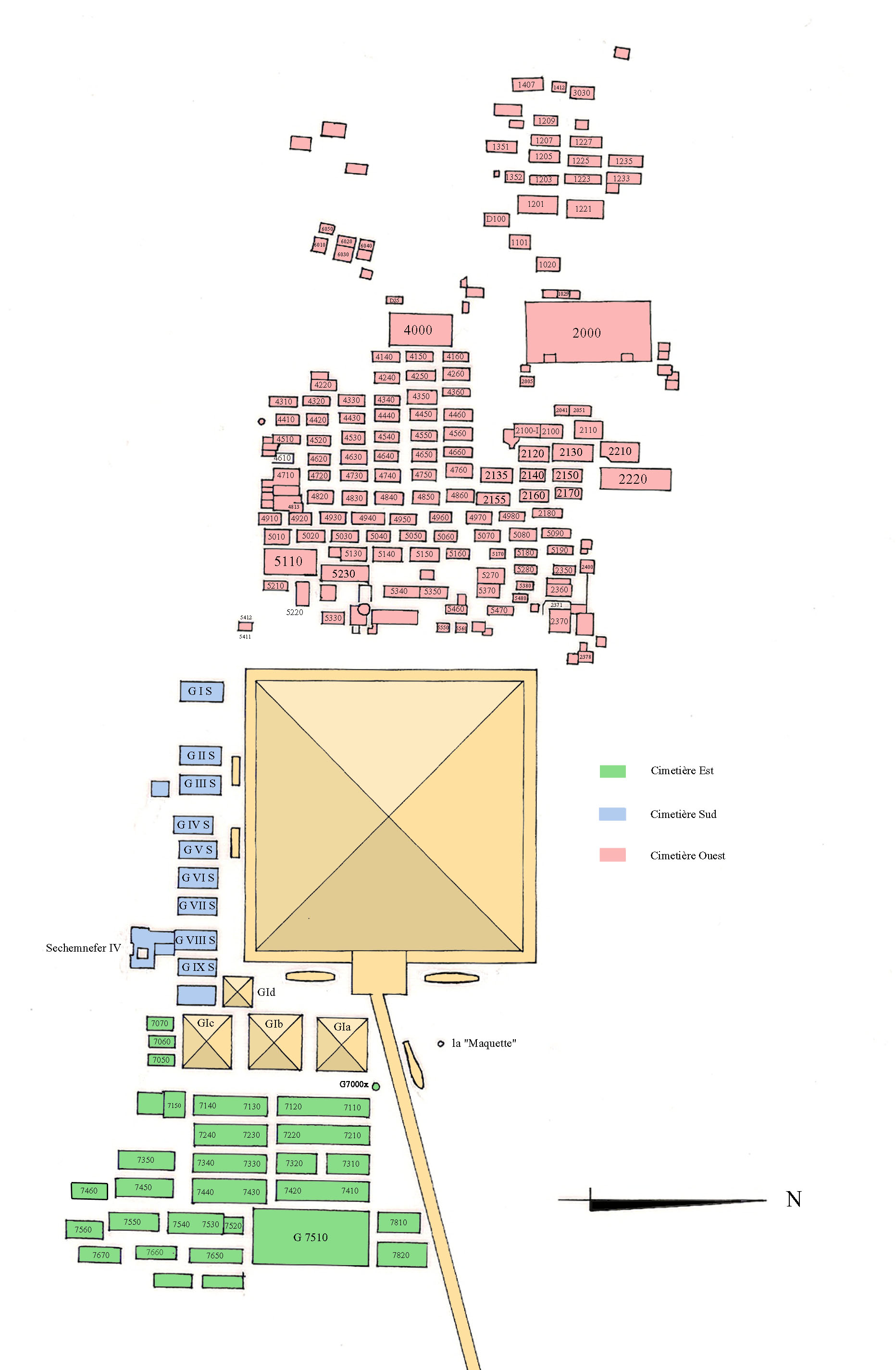
Bản đồ khu nghĩa trang của Khufu

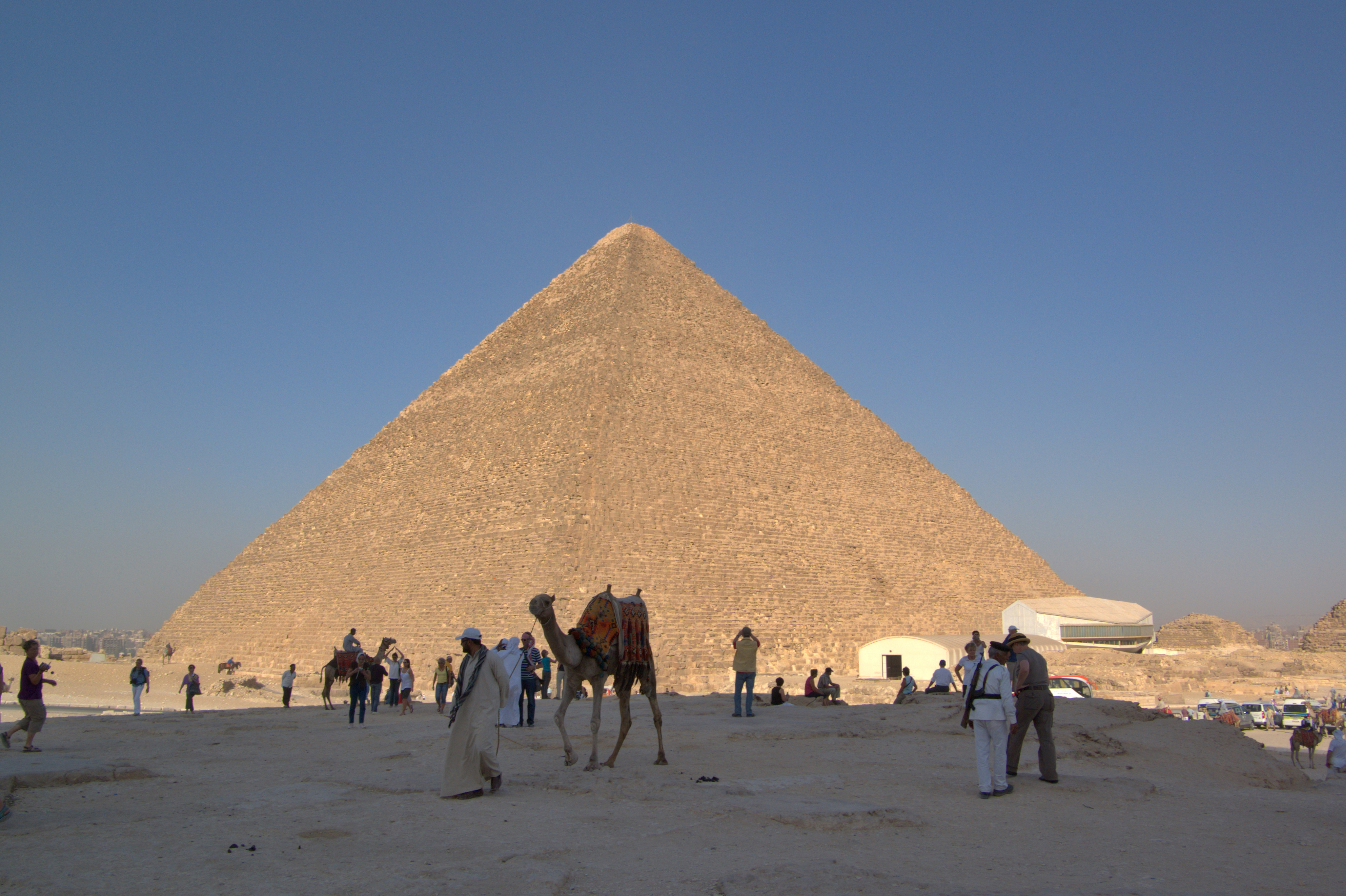
Đại Kim tự tháp.

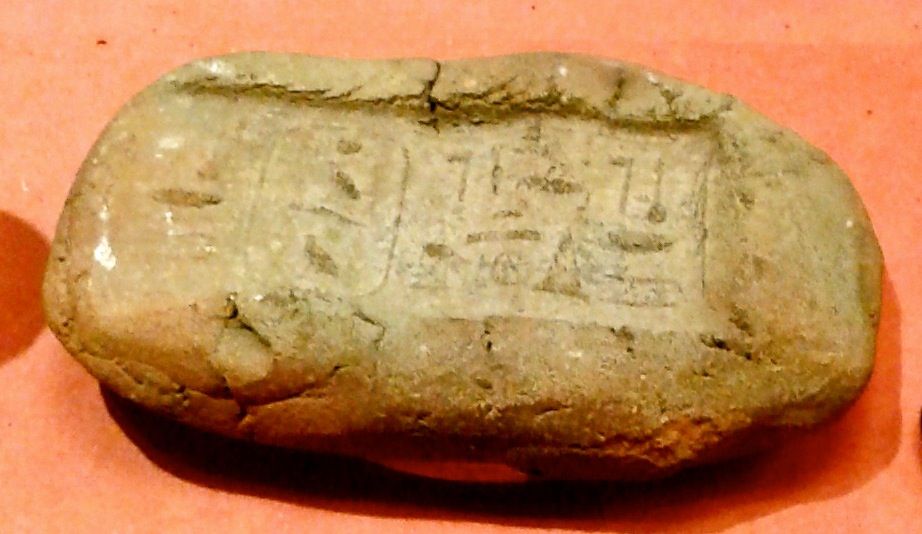
Vết dấu triện của Khufu cùng với tên của khu nghĩa trang của ông Akhet-Khufu.

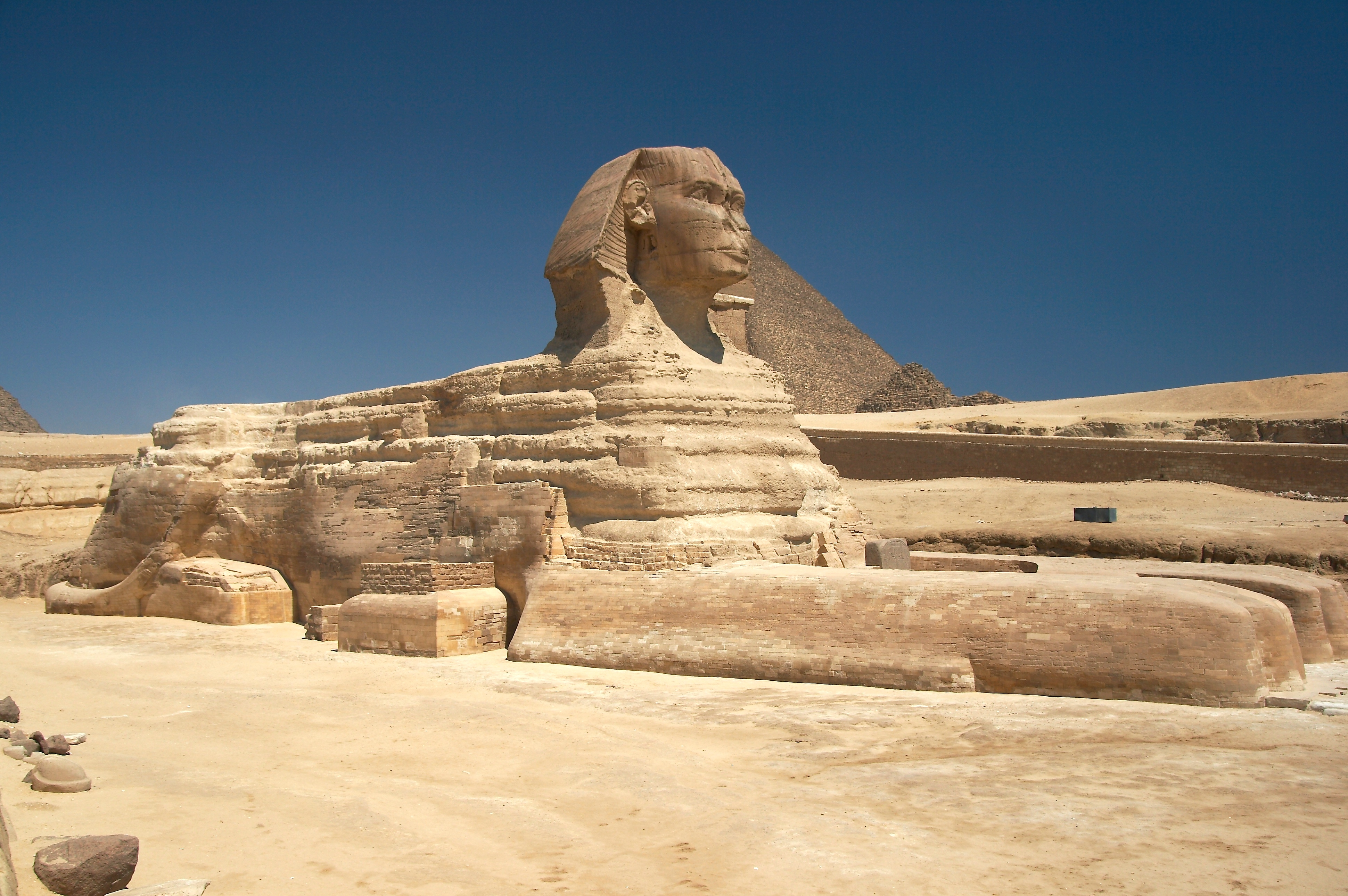
Tượng nhân sư lớn

Khu nghĩa trang nằm trong phức hợp kim tự tháp của Khufu được xây dựng ở khu vực phía đông bắc của cao nguyên Giza. Có thể bởi vì thiếu không gian xây dựng cũng như không có các mỏ đá vôi ở địa phương và nền đất ở Dahshur lại yếu cho nên buộc vua Khufu phải di chuyển vị trí của nó về phía bắc và cách xa khu nghĩa trang của vị tiên vương Sneferu. Khufu đã chọn khu vực đỉnh đồi của một cao nguyên tự nhiên để từ vị trí đó có thể quan sát được kim tự tháp tương lai của ông một cách rõ ràng. Khufu quyết định gọi khu nghĩa trang của ông là Akhet-Khufu (nghĩa là "chân trời của Khufu").
Đại Kim tự tháp có kích thước vào khoảng 750 x 750 ft (≙ 230,4 x 230,4 m) và ngày nay chiều cao của nó là 455,2 ft (≙ 138,8 m). Chiều cao ban đầu của nó là 481 ft (≙ 146.5 m), nhưng mà sau đó khối mũ đá hình chóp và lớp vỏ đá vôi đã bị cướp đi mất. Do lớp vỏ bên ngoài đã bị lấy đi cho nên chúng ta có thể nhìn thấy được toàn bộ phần lõi bên trong của kim tự tháp. Phần lõi bên trong được tạo nên từ những khối đá vôi có màu tối trong khi lớp vỏ ngoài của nó được chế tác từ đá vôi trắng. Khối mũ đá hình chóp có thể đã từng được che phủ bằng một lớp hợp kim vàng và bạc, nhưng hiện nay không có bằng chứng khảo cổ học nào chứng minh cho luận điểm trên. Tường và trần nhà của các hành lang cùng với các căn phòng bên trong kim tự tháp được làm từ đá granite bóng, nó là một trong những loại đá cứng nhất được biết đến dưới triều đại của Khufu. Loại vữa được sử dụng là một hỗn hợp của thạch cao, cát, bột đá vôi và nước.
Lối vào ban đầu của công trình này nằm ở phía bắc và nó có ba căn phòng: nằm ở phía trên cùng là căn phòng chôn cất của nhà vua (phòng nhà vua), nằm ở giữa là phòng tượng (nó thường bị gọi sai là phòng hoàng hậu) và một căn phòng ngầm chưa hoàn thiện (phòng ngầm) nằm bên dưới phần móng của kim tự tháp. Trong khi căn phòng chôn cất được xác định nhờ vào cỗ quan tài lớn được làm từ đá granite ở bên trong nó, mục đích sử dụng của căn "phòng hoàng hậu" hiện vẫn còn đang nằm trong vòng tranh luận - có thể đây là nơi đặt bức tượng Ka của Khufu. Căn phòng ngầm nằm bên dưới mặt đất vẫn còn là một bí ẩn. Nó vẫn chưa được xây dựng xong; Ở đoạn cuối của căn phòng này về hướng tây có một hành lang hẹp chạy theo hướng nam và một đường thông chưa hoàn chỉnh nằm ở phần chính giữa về phía đông của căn phòng có thể giúp chỉ ra rằng căn phòng ngầm này là căn phòng đầu tiên được xây dựng trong số ba căn phòng của kim tự tháp và kế hoạch xây dựng ban đầu chỉ là một phức hợp đơn giản với một vài căn phòng và các hành lang. Nhưng vì một số nguyên nhân nào đó, công trình này đã bị dừng lại và hai căn phòng khác đã được xây dựng. Một điều đáng lưu ý nữa đó là Hành lang lớn dẫn đến phòng nhà vua: chiều cao của nó là 28,7 ft và dài 151,3 ft. Hành lang này giữ một vai trò rất quan trọng, nó giúp làm phân tán trọng lượng của các khối đá nằm phía trên phòng nhà vua ra xung quanh phần lõi của kim tự tháp.
Kim tự tháp Khufu được bao quanh bởi một bức tường ngăn, mỗi đoạn tường cách kim tự tháp 33 ft (≙ 10.1 m). Nằm ở phía đông và ngay phía trước mặt của kim tự tháp là ngôi đền tang lễ. Phần móng của nó được xây dựng bằng đá bazan màu đen, nó vẫn còn khá nguyên vẹn đến ngày nay. Các cột trụ và những cánh cổng được xây dựng bằng đá granite đỏ, trong khi trần đá được xây bằng đá vôi trắng. Ngày nay ngôi đền này đã không còn nữa. Một con đường đắp dài 0,43 dặm đã nối ngôi đền tang lễ với ngôi đền thung lũng. Ngôi đền thung lũng có thể cũng được xây dựng bằng loại vật liệu giống như ngôi đền tang lễ, nhưng do phần móng của nó không còn tồn tại tới tận ngày nay cho nên hình dạng và kích thước ban đầu của ngôi đền thung lũng vẫn chưa được biết rõ
Nằm ở phía đông của kim tự tháp Khufu còn có khu nghĩa trang phía Đông, tại đây có các mastaba của các vị hoàng tử và công chúa. Ngoài ra còn có ba kim tự tháp vệ tinh nhỏ thuộc về các Hoàng hậu là Hetepheres (G1-a), Meritites I (G1-b) và Henutsen (G1-c), chúng được xây dựng ở góc đông nam của kim tự tháp Khufu. Nằm gần ngay phía đằng sau các kim tự tháp nữ hoàng G1-b và G1-c, một kim tự tháp thờ cúng của Khufu đã được tìm thấy vào năm 2005. Tại khu vực phía nam của Đại Kim tự tháp có một số mastaba khác cùng với các hố chôn những con thuyền tang lễ của Khufu. Nằm về phía Tây là khu nghĩa trang phía Tây, đây là nơi chôn cất những vị quan lớn trong triều đình cùng các vị tư tế.
Có thể bức tượng Nhân sư lớn ở Giza cũng là một phần trong khu phức hợp nghĩa trang của Khufu. Nó được tạc trực tiếp từ đá vôi với kích thước 241 x 66,6 ft (≙ 73,5 x 20,11 m) với hình dáng đầu người mình sư tử, và đội chiếc khăn trùm đầu Nemes của hoàng gia. Ban đầu bức tượng này được sơn màu đỏ, nâu nhạt, màu xanh lục và đen. Ngày nay, các nhà nghiên cứu vẫn đang tranh cãi về việc ai mới là người đã ra lệnh xây dựng bức tượng này: nhiều khả năng có thể chính là Khufu hoặc là một trong hai người con trai của ông là Djedefra và Khaefra. Một bí ẩn khác nữa đó là vai trò ban đầu của bức tượng nhân sư này, mang tính tôn giáo hay biểu tượng. Người Ai Cập sau này gọi nó là Heru-im-Akhet (Hârmachís, "horus ở phía chân trời") và Abu el-Hὀl ("Chúa tể của nỗi kinh hoàng") bởi người Ả Rập. Có thể bức tượng nhân sư chỉ đơn giản đóng vai trò như là người bảo vệ cho khu nghĩa trang thiêng liêng của Giza.

## Khufu trong các truyền thuyết Ai Cập sau này

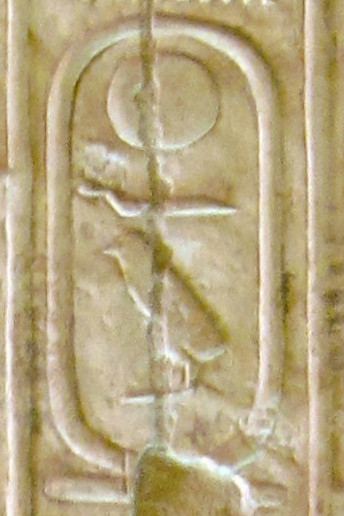
Tên đồ hình Chefu trong bản danh sách vua Abydos

### Thời kỳ Cổ vương quốc
Khufu đã có một giáo phái tang lễ lớn trong thời kỳ Cổ vương quốc. Vào thời điểm cuối vương triều thứ 6, có ít nhất 67 vị tư tế tang lễ và 6 viên quan đại thần phụng sự độc lập tại khu nghĩa trang mà đã được chứng thực thông qua các bằng chứng khảo cổ học. Mười người trong số họ đã phụng sự dưới vương triều thứ 4 (7 trong số đó là các thành viên của hoàng gia), 28 người đã phụng sự trong giai đoạn vương triều thứ 5 và 29 người dưới vương triều thứ 6. Đây là một điều đáng lưu ý: Người cha nổi tiếng của Khufu, vua Sneferu chỉ có 18 vị tư tế tang lễ trong cùng khoảng thời gian đó, thậm chí Djedefra cũng chỉ có 8 và của Khaefra là 28. Những giáo phái tang lễ như vậy có vai trò rất quan trọng đối với nền kinh tế của vương quốc, bời vì chúng nhận được những điền trang đặc biệt dành cho việc thờ cúng. Một số lượng lớn tên các điền trang này đã được chứng thực dưới triều đại của Khufu. Tuy nhiên vào thời điểm vương triều thứ 6 kết thúc, số lượng các điền trang này đã suy giảm nhanh chóng. Khi mà vương triều thứ 7 được thành lập, tên của các điền trang này đã không còn được ghi lại nữa

### Thời kỳ Trung vương quốc
Tại Wadi Hammamat, có một bản khắc đá có niên đại thuộc về vương triều thứ 12. Nó liệt kê 5 tên đồ hình: Khufu, Djedefra, Khafra, Baufra và Djedefhor. Bởi vì tất cả tên gọi của các vị vua này đều được viết bên trong đồ hình cho nên người ta thường tin rằng Baufra và Djedefhor đã từng cai trị trong một thời gian ngắn, tuy nhiên các nguồn sử liệu đương thời chỉ ghi lại rằng họ là những vị hoàng tử. Tên của vua Khufu hiện diện trong danh sách này có thể chỉ ra rằng ông và những vị vua kế tục đã được thờ phụng như là các vị thần bảo hộ. Giả thuyết này đã được đề xướng nhờ vào việc phát hiện ra những chiếc bình bằng đá thạch cao tuyết hoa có tên của Khufu tại Koptos.
Một kiệt tác văn học dưới vương triều thứ 13 có nhắc đến Khufu đó là cuộn giấy cói Westcar nổi tiếng, trong tác phẩm này vua Khufu chứng kiến một phép thuật kỳ diệu và nhận được một lời tiên tri từ một pháp sư tên là Dedi. Trong câu chuyện trên, vua Khufu được mô tả theo một cách khó hiểu. Một mặt, ông được mô tả là một người tàn nhẫn khi ra lệnh chém đầu một tù nhân để thử thách sức mạnh ma thuật của Dedi. Mặt khác, Khufu còn được mô tả là một người hiếu kỳ, sáng suốt và rộng lượng: Ông đã chấp thuận khi bị Dedi từ chối và đồng ý với việc thay thế người tù bằng những loài vật khác, ông còn hỏi chi tiết và tỏ ra hài lòng với lời tiên tri của Dedi, sau cùng ông còn ban thưởng cho vị pháp sư này một cách hào phóng. Sự mâu thuẫn của hình tượng vua Khufu trong tác phẩm này là một chủ đề gây nhiều tranh cãi giữa các nhà Ai Cập học và sử gia cho tới tận ngày nay. Các nhà Ai Cập học và sử học thời kỳ đầu như Adolf Erman, Kurt Heinrich Sethe và Wolfgang Helck đều đánh giá hình tượng của Khufu như là một vị vua tàn nhẫn và báng bổ tôn giáo. Họ dựa vào những ghi chép của các tác giả Hy Lạp cổ đại như Herodotos và Diodorus Siculus, những người đã mô tả hình tượng của Khufu theo một cách tiêu cực và cường điệu.
Tuy nhiên, các nhà Ai Cập học khác như Dietrich Wildung lại nhìn nhận sự định đoạt của Khufu giống như là một hành động nhân từ: người tù sẽ được hồi sinh nếu như Dedi thực sự trổ tài phép thuật của ông ta. Wildung nghĩ rằng hành động từ chối của Dedi là một sự ám chỉ cho thấy người Ai Cập đã tôn trọng sinh mạng con người như thế nào. Người Ai Cập cổ đại có quan điểm cho rằng không nên lãng phí sinh mạng của con người vào những phép thuật đen tối hoặc những điều xấu xa tương tự. Verena Lepper và Miriam Lichtheim còn nghi ngờ rằng việc mô tả hình tượng Khufu theo cách khó hiểu vậy chính là dụng ý của tác giả. Ông ta muốn tạo ra một nhân vật bí ẩn 

### Thời kỳ Tân vương quốc

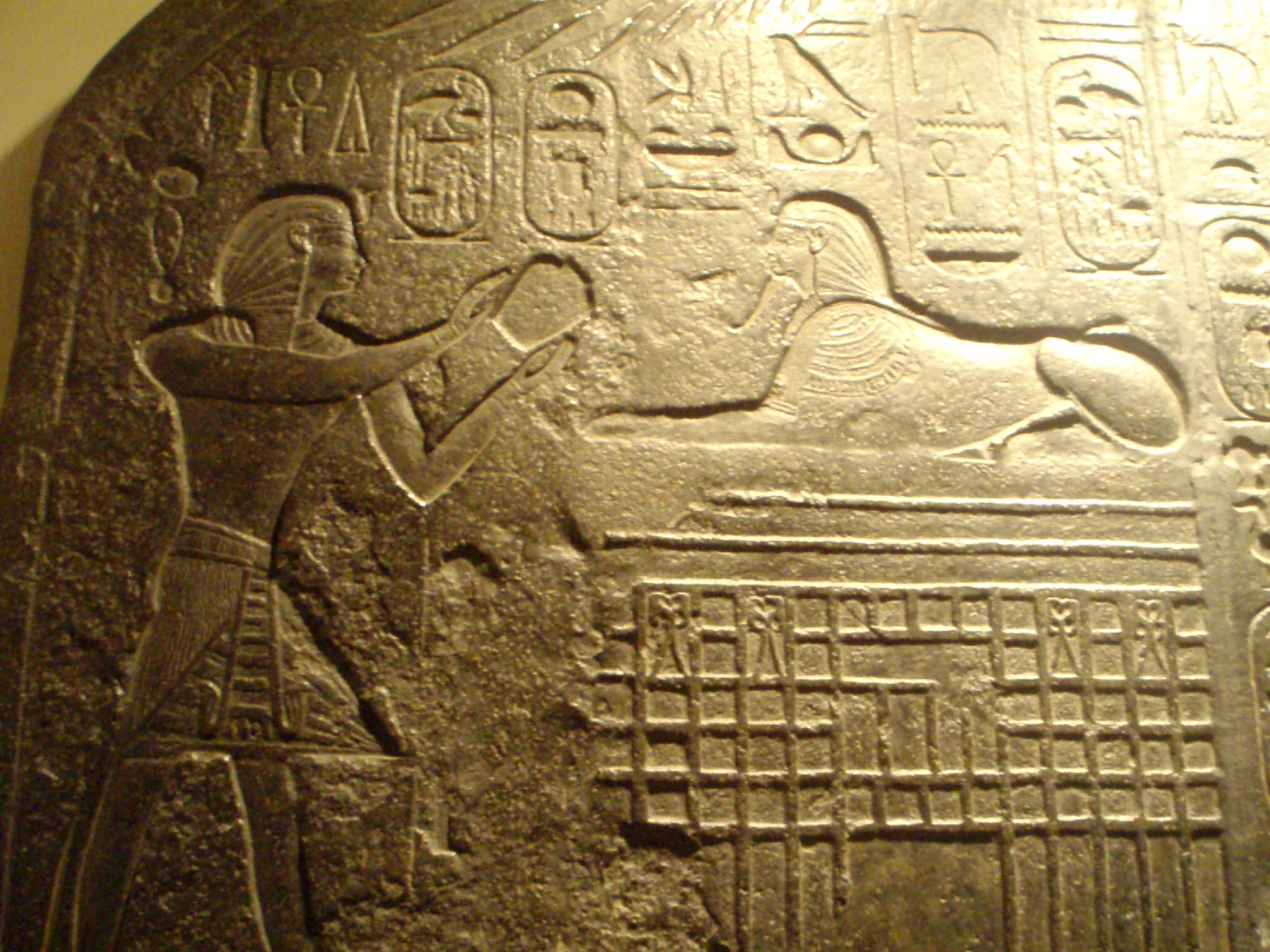
Cận cảnh tấm bia đá giấc mộng

Vào thời kỳ Tân vương quốc, khu nghĩa trang của Khufu và các giáo phái thờ cúng hoàng gia ở địa phương đã được tái tổ chức và một lần nữa Giza lại trở thành một trung tâm về kinh tế và tôn giáo. Dưới vương triều thứ 18, vua Amenhotep II đã cho xây dựng một ngôi đền tưởng niệm và một tấm bia đá hoàng gia nổi tiếng ngay gần bức tượng Nhân sư lớn. Người con trai và cũng là vị vua, kế vị ông ta, Thutmose IV, đã ra lệnh dọn sạch cát đang vùi lấp bức tượng và cho dựng một bia đá tưởng niệm - gọi là "Tấm bia đá Giấc mộng" - nằm giữa hai chân trước của nó. Nội dung của hai tấm bia đá này đều khá giống nhau, nhưng không có bất cứ tấm bia đá nào ghi lại những thông tin kỹ lưỡng và hợp lý hơn về người thực sự đã cho xây dựng bức tượng nhân sư này

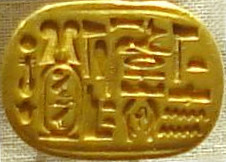
Nhẫn dấu bằng vàng với tên đồ hình của Khufu (Vương triều thứ 26).

Vào giai đoạn cuối vương triều thứ 18, một ngôi đền dành cho nữ thần Isis đã được xây dựng tại kim tự tháp nhỏ G-I-c (của nữ hoàng Henutsen) trong khu nghĩa trang của Khufu. Dưới vương triều thứ 21, ngôi đền này đã được mở rộng, và nó tiếp tục được mở rộng vào thời kỳ vương triều thứ 26. Trong giai đoạn này, một số tư tế của Isis (Hem-netjer-Iset), mà cũng còn là "tư tế của Khufu" (Hem-netjer-Khufu), đã phụng sự ở đây. Ngoài ra, một chiếc nhẫn dấu bằng vàng có tên của vị tư tế Neferibrê mà có niên đại thuộc về giai đoạn này đã được tìm thấy ở Giza

### Thời kỳ hậu nguyên
Vào thời kỳ hậu nguyên, một lượng lớn các tấm bùa hình bọ hung với tên của Khufu đã được bán cho các cư dân, có thể là như là một loại bùa may mắn. Hiện vẫn còn hơn 30 tấm bùa hình bọ hung được bảo tồn nguyên vẹn đến ngày nay. Tại ngôi đền Isis hiện còn lưu giữ một bản gia phả ghi lại tên của các vị tư tế phụng sự thần Isis từ năm 670 đến năm 488 TCN. Ngoài ra, tấm bia đá tóm tắt nổi tiếng, mà có ghi lại tên của Khufu cùng người vợ ông là Henutsen, cũng có niên đại thuộc về giai đoạn này. Tuy nhiên, các nhà Ai Cập học ngày nay lại nghi vấn rằng liệu vào thời điểm đó Khufu có còn được tôn thờ như là một tổ phụ của hoàng gia nữa hay không; Họ nghĩ rằng nhiều khả năng Khufu đã được nhìn nhận như là người sáng lập nên ngôi đền Isis

## Khufu trong các tác phẩm Hy Lạp cổ đại

### Manetho
Nhà sử học người Ai Cập Manetho gọi Khufu là "Sûphis" và ghi lại rằng ông đã cai trị tới 63 năm. Ông ta cũng đề cập đến việc Khufu là người đã cho xây dựng Đại Kim tự tháp, và rồi sau đó ông ta lại tuyên bố rằng sử gia Hy Lạp Herodotos cùng thời với mình viết rằng Đại kim tự tháp được xây dựng bởi một vị vua "Khéops" nào đó. Rõ ràng, Manetho đã nghĩ "Khéops" và "Sûiphis" là hai vị vua khác nhau. Manetho cũng nói rằng Khufu đã thể hiện sự bất kính đối với các vị thần, ngoài ra Khufu còn đã viết một cuốn sách thiêng về điều đó và chính bản thân ông ta (Manetho) đã có được quyển sách này trong chuyến hành trình rong ruổi khắp các vùng đất của Ai Cập. Câu chuyện về cuốn "Sách Thiêng" này bị các nhà Ai Cập ngày nay nghi ngờ, đây thật sự là một điều bất thường khi mà một vị pharaon lại đi viết một quyển sách và một tài liệu quý giá như thế lại có thể bị bán đi một cách dễ dàng đến như vậy.

### Herodotos
Nhà sử học Hy Lạp Herodotos thì lại mô tả Khufu như là một bạo chúa tàn bạo và độc ác. Trong tác phẩm Historiae của mình, quyển II, chương 124-126, ông ta viết: "Miễn là Rhámpsinîtos vẫn còn đang làm vua, như họ đã nói với tôi, thì khi đó luật lệ vẫn còn được thực thi ở Ai Cập, và vùng đất này đã từng vô cùng thịnh vượng. Nhưng sau đó Khéops trở thành vua của họ và ông ta đã mang đến cho họ mọi khổ đau: Ông ta đã đóng cửa tất cả các đền thờ. Sau đó ông ta còn cấm các vị tư tế không được tiến hành hiến tế tại những nơi này nữa, không những vậy ông ta còn bắt toàn bộ người dân Ai Cập phải làm việc cho mình. Nhiều người đã phải kéo các khối đá từ những mỏ đá ở dãy núi Ả rập cho tới tận sông Nile, và những người khác sau khi tiếp nhận những khối đá được vận chuyển qua sông bằng thuyền, lại bị ông ta ép phải kéo chúng đến những nơi được gọi là dãy núi Libya. Và họ đã tiến hành như vậy với 100.000 người mỗi lần và cứ ba tháng một lần. Dưới ách áp bức này, đã phải mất 10 năm để xây dựng con đường đắp dùng vào việc kéo những khối đá, và theo như tôi nhìn nhận thì con đường này là một công trình không hề thua kém gì so với kim tự tháp. Nó có chiều dài khoảng 5 furlong và rộng khoảng 10 sải và nơi cao nhất của nó là 8 sải, nó còn được xây bằng loại đá vôi trơn nhẵn cùng với những tranh khắc ở trên nó.
Bản thân kim tự tháp này phải mất khoảng 20 năm để xây dựng; Và kim tự tháp này có đáy hình vuông, mỗi cạnh có kích thước 800 feet, và chiều cao của nó cũng gần như vậy. Nó được xây bằng loại đá vôi trơn nhẵn và được lắp với nhau theo một cách hoàn hảo nhất, không có bất cứ khối đá nào có chiều dài ngắn hơn 30 feet. Kim tự tháp này được xây dựng theo từng bậc một, mà đôi lúc còn được gọi là 'hàng' hoặc là 'đáy': Đầu tiên họ tiến hành như sau, họ nâng những khối đá còn lại lên bằng các máy móc làm từ các khúc gỗ ngắn, ban đầu họ nhấc chúng từ mặt đất lên đến tầng thứ nhất, và khi khối đá này lên tới nơi, nó được đặt lên trên một cái máy khác nằm ở tầng thứ nhất, và từ đó nó được kéo lên tầng thứ hai bằng một cái máy khác; Có bao nhiêu tầng thì lại có bấy nhiêu cái máy như vậy, hoặc có lẽ họ đã vận chuyển như vậy bằng cùng một cái máy mà được chế tạo để có thể dễ dàng mang theo đến từng tầng một cách liên tục, để giúp họ chúng có thể vận chuyển các khối đá; hoặc là bằng cả hai cách, theo như những gì được ghi chép lại. Tuy nhiên có thể phần đỉnh của nó đã được hoàn thành đầu tiên, tiếp đó họ tiến hành hoàn tất những tầng kế tiếp, và cuối cùng họ hoàn tất những phần nằm gần mặt đất của nó và là tầng thấp nhất.
Về phần kim tự tháp này, theo những gì được trình bày trên bản ghi chép của người Ai Cập về số lượng củ cải, hành và tỏi dành cho những người thợ, và nếu tôi như nhớ một cách chính xác những gì người thông dịch đã nói trong khi đang giải thích bản ghi chép này cho tôi, thì nó đã tiêu tốn tổng cộng 1.600 ta lăng bạc. Hơn nữa, Kheops còn trở thành một kẻ không còn nhân tính, vì muốn kiếm tiền, ông ta đã đẩy con gái của mình vào một nhà chứa và ra lệnh cho cô ta phải kiếm một khoản tiền nhất định từ những người khách làng chơi (họ đã không nói với tôi đó là bao nhiêu). Cô ấy không những kiếm được đủ số tiền theo lệnh của người cha, mà còn nghĩ ra một kế hoạch để nhằm có được một đài tưởng niệm của riêng mình: Cô yêu cầu mỗi người đàn ông đến với mình phải để lại cho cô một khối đá dành cho công trình của mình. Và từ những khối đá này, họ nói với tôi rằng một kim tự tháp đã được xây dựng nằm ngay trước Đại kim tự tháp và ở giữa ba kim tự tháp kia, mỗi cạnh dài 150 feet "
Câu chuyện về vua Khafre cũng tương tự như vậy. Ông ta được kể lại là người đã trực tiếp kế vị Khufu và cũng độc ác giống như vậy, và theo Herodotos thì triều đại của ông ta kéo dài trong 56 năm. Trong chương 127-128, Herodotus viết rằng: "Sau khi Khéops qua đời, người em trai Khéphrên của ông ta đã lên kế vị ngai vàng. Vị vua này cũng tiếp bước ông ta... và cai trị trong 56 năm. Ở đây họ tính tổng cộng 106 năm, trong khoảng thời gian này theo như họ kể lại thì không có gì ngoài những điều tồi tệ xảy ra đối với người Ai Cập, và các ngôi đền đều bị đóng cửa và không được mở cửa trở lại trong suốt thời gian này".
Herodotos kết thúc câu chuyện về những vị vua độc ác trong chương 128 như sau: "Những vị vua đó, người Ai Cập - bởi vì sự căm ghét đối với họ - sẽ không bao giờ muốn nhắc đến tên của họ nữa. Thậm chí họ còn gọi các kim tự tháp theo tên của dân chăn cừu Philítîs, vốn đang chăn thả trên những miền đất này vào lúc đó".

### Diodoros của Sicily
Sử gia cổ đại Diodoros tuyên bố rằng Khufu đã bị nhân dân của mình căm ghét tới mức vào thời kỳ sau này các viên tư tế tang lễ đã phải bí mật mang chiếc quách hoàng gia cùng với xác ướp của Khufu đi chôn giấu ở một nơi khác. Với bài tường thuật này, ông ta đã củng cố và chứng thực quan điểm của các học giả Hy Lạp, cho rằng kim tự tháp Khufu (cùng với hai kim tự tháp khác) đã được xây dựng bởi những người nô lệ. Ngoài ra, Diodoros còn cho rằng Herodotos "chỉ nói những câu chuyện cổ tích và mang tính hư cấu thú vị". Diodoros còn tuyên bố rằng người Ai Cập vào thời điểm ông ta sống đã không thể trả lời với ông ta một cách chắc chắn về việc ai là người đã thực sự xây dựng các kim tự tháp kia. Ông ta cũng tuyên bố rằng bản thân mình không hề thực sự tin tưởng vào những người phiên dịch và rằng các kim tự tháp kia đã được xây nên bởi những vị vua khác: theo ông ta thì kim tự tháp Khufu được xây dựng bởi một vị vua tên là Harmais, kim tự tháp Khafre được cho là do vua Amasis II xây dựng nên còn Kim tự tháp Menkaura được xem là tác phẩm của vua Inaros I.
Diodoros tuyên bố rằng kim tự tháp Khufu đã được bao phủ bên ngoài bằng một màu trắng đẹp tuyệt, nhưng khối mũ đá hình chóp của nó không còn nữa. Ông ta cũng nghĩ rằng kim tự tháp được xây dựng bằng những đường dốc và được phá bỏ sau đó trong quá trình hoàn thiện lớp vỏ đá vôi bên ngoài. Diodoros ước tính rằng tổng số công nhân là 300.000 người và công trình này đã được xây dựng trong suốt 20 năm.

## Khufu trong các truyền thuyết Ả Rập
Năm 642, người Ả Rập chinh phục Ai Cập. Ngay sau khi đặt chân đến trước các kim tự tháp ở Giza, họ đã đi tìm lời giải về việc ai là người đã xây dựng nên các công trình này. Tuy nhiên, vào lúc đó, không còn bất kỳ người dân Ai Cập nào có thể trả lời câu hỏi trên và cũng không còn bất cứ ai có thể dịch chữ tượng hình của người Ai Cập được nữa. Vì thế, các sử gia Ảrập đã tự sáng tạo ra những giả thuyết và câu chuyện của họ.
Câu chuyện nổi tiếng nhất về Khufu và kim tự tháp của ông có thể tìm thấy trong tác phẩm Hitat (tên đầy đủ: al-Mawā'iẓ wa-'l-i'tibār fī ḏikr al-ḫiṭaṭ wa-'l-'āṯār), được Muhammad al-Maqrizi (1364-1442) viết vào năm 1430. Cuốn sách này bao gồm tập hợp một vài giả thuyết và những câu chuyện hoang đường về Khufu, đặc biệt là về Đại Kim tự tháp. Mặc dù vậy, bản thân vua Khufu lại ít khi được đề cập đến trong những câu truyện này, không những thế nhiều tác giả Ả rập lại tin rằng Đại Kim tự tháp (cũng như những kim tự tháp khác) đã được thần Hermes (được người Ả rập gọi là Iris) xây dựng nên .
Al-Maqrizi chú giải rằng Khufu đã được người Amalek trong kinh thánh gọi tên là Saurid, Salhuk hoặc Sarjak. Tiếp đó ông ta còn viết rằng Khufu đã xây dựng các kim tự tháp sau khi ông trải qua những cơn ác mộng liên hồi về việc trái đất quay lộn ngược, các vì sao rơi xuống khỏi bầu trời còn người dân thì lại đang la hét vì sợ hãi. Một cơn ác mộng khác của ông là về các vì sao rơi xuống khỏi bầu trời và bắt cóc con người, sau đó chúng dùng hai ngọn núi lớn để đè lên họ. Vua Khufu sau đó đã nhận được một lời cảnh báo từ những nhà tiên tri của ông về một trận đại hồng thủy sẽ xảy đến và nó sẽ tàn phá Ai Cập. Để bảo vệ kho báu cùng những quyển sách thông thái của mình, Khufu đã xây dựng ba kim tự tháp ở Giza.

## Quan điểm hiện đại
Theo thời gian, các nhà Ai Cập học đã tiến hành nghiên những nguyên nhân và động cơ có thể đã khiến cho danh tiếng của vua Khufu thay đổi theo thời gian. Từ kết quả của những nghiên cứu được tiến hành gần đây cùng với việc so sánh giữa các ghi chép đương thời, các ghi chép sau này và các cách diễn giải theo tiếng Hy Lạp và Copt, các nhà nghiên cứu nhận thấy rằng danh tiếng của vua Khufu đã thay đổi một cách chậm chạp, và cách nhìn mang tính tích cực về nhà vua vẫn còn chiếm ưu thế trong kỷ nguyên Hy Lạp và Ptolemaios. Ví dụ, Alan B. Lloyd đã lưu ý đến các ghi chép và những dòng chữ khắc có niên đại thuộc về vương triều thứ 6 đã ghi lại một thị trấn quan trọng có tên là Menat-Khufu, có nghĩa là "bảo mẫu của Khufu". Thị trấn này vẫn rất được coi trọng vào thời kỳ Trung vương quốc. Lloyd tin rằng một tên gọi chân tình như vậy sẽ không bao giờ được lựa chọn để tôn vinh một vị vua xấu xa. Hơn nữa, ông ta còn chỉ ra rằng đã có rất nhiều địa điểm mà tại đó các nghi lễ thờ cúng vua Khufu đã được tiến hành, ngay cả ở bên ngoài Giza. Những giáo phái tang lễ này vẫn tiếp tục tồn tại tới tận thời kỳ Saite và Ba Tư sau này.
Những văn bản Lời than khóc nổi tiếng có niên đại vào thời kỳ chuyển tiếp thứ nhất lại bộc lộ một số quan điểm thú vị về những lăng mộ vĩ đại trong quá khứ; Vào thời điểm đó, chúng được nhìn nhận như là bằng chứng của sự phù phiếm. Tuy nhiên, những ghi chép này lại không cho thấy một sự ám chỉ mang tính tiêu cực nào về danh tiếng của các vị vua, và do đó chúng không đánh giá vua Khufu theo cách nhìn tiêu cực.
Ngày nay các nhà Ai Cập học hiện đại coi những câu chuyện của Herodotos và Diodoros là một sự bôi nhọ, dựa trên quan điểm triết học đương thời của cả hai tác giả. Họ lập luận rằng các tác giả cổ đại đã sống cách Khufu khoảng 2000 năm và các nguồn sử liệu sẵn có vào thời đại của họ chắc chắn là đã lỗi thời. Ngoài ra, các nhà Ai Cập học còn lưu ý rằng các triết lý của người Ai Cập cổ đại đã thay đổi hoàn toàn kể từ thời Cổ vương quốc. Những lăng mộ khổng lồ như các kim tự tháp ở Giza đã khiến cho người Hy Lạp và các tư tế của thời kỳ Tân vương quốc sau này phải choáng ngợp bởi vì họ chắc chắn vẫn còn nhớ đến vị pharaon Akhenaten và các công trình xây dựng đầy tham vọng của ông ta. Quan điểm này có thể được thúc đẩy bởi sự thật đó là, vào thời điểm Khafra sống, chỉ có nhà vua mới có quyền tạo ra những bức tượng khổng lồ bằng đá quý và trưng bày chúng tại những địa điểm công cộng một cách công khai. Còn tại thời điểm các tác giả Hy Lạp và những vị tư tế này sống, họ không thể giải thích được tại sao các công trình và những bức tượng của Khafra lại ấn tượng đến như vậy, cách giải thích tốt nhất đó là do một vị vua mắc chứng hoang tưởng tự đại tạo nên. Những quan điểm này sau đó đã được các nhà sử học Hy Lạp thu nhận và do đó họ cũng đánh giá tiêu cực về Khafra, bởi vì những câu chuyện xấu xa dễ dàng được công chúng tiếp nhận hơn là những câu chuyện mang tính tích cực và do đó rất nhàm chán.
Hơn nữa, một số nhà Ai Cập học đã chỉ ra rằng các sử gia La Mã như Pliny Già và Frontinus (khoảng năm 70 SCN) đều không ngần ngại chế nhạo các kim tự tháp ở Giza: Frontinus gọi chúng là "những kim tự tháp vô dụng, với những cấu trúc quan trọng tương tự như một số hệ thống đường cống nước bị bỏ hoang của chúng ta ở Rome "và Pliny mô tả chúng như là "phô trương về sự giàu có của nhà vua một cách ngu ngốc và vô dụng". Các nhà Ai Cập học ngày nay đã nhìn nhận ra được mục đích mang tính chính trị và xã hội trong những lời chỉ trích này và còn một điều nghịch lý nữa đó là mục đích sử dụng của những công trình này thì lại bị lãng quên, trong khi tên tuổi của những vị vua xây dựng nên chúng thì mãi được lưu truyền.
Một gợi ý khác liên quan đến danh tiếng xấu xa của Khufu theo cách nhìn nhận của người Hy Lạp và La mã có thể được ẩn giấu trong cách diễn giải tên vua Khufu theo tiếng Copt. Những ký tự tượng hình Ai Cập tạo nên tên "Khufu" được đọc theo tiếng Copt là "Shêfet", mà thực sự có nghĩa là "vận rủi" hoặc "tội lỗi" trong ngôn ngữ của họ. Cách diễn giải trên theo tiếng Copt bắt nguồn từ cách phát âm sau này của Khufu là "Shufu", và dẫn đến cách đọc theo tiếng Hy Lạp là "Suphis". Có lẽ các tác giả Hy Lạp và La Mã đã sao chép một cách vô thức ý nghĩa xấu của tên Khufu theo cách diễn giải của tiếng Copt.
Các nhà Ai Cập học cùng với các sử gia ngày nay cũng cho rằng không nên tin tưởng vào những câu chuyện của người Ả Rập. Họ chỉ ra rằng người Ả Rập cổ đại luôn được dẫn dắt bởi niềm tin tôn giáo nghiêm khắc của họ về việc chỉ có duy nhất một vị thần tồn tại, và do đó không cho phép nhắc đến bất cứ vị thần nào khác. Như là hệ quả của điều này, họ đã chuyển đổi tên của các vị vua Ai Cập và các vị thần thành tên của các vị tiên tri và những vị vua trong kinh thánh. Ví dụ, vị thần Thoth của người Ai Cập đã được gọi theo tên của vị tiên tri Henoch. Vua Khufu đã được gọi là "Saurid", "Salhuk" hoặc "Sarjak", và thường được thay thế trong các câu chuyện khác bằng tên của một vị tiên tri là Šaddād bīn'd. Hơn nữa, các nhà nghiên cứu còn chỉ ra một số mâu thuẫn trong cuốn sách của Al-Maqrizi. Ví dụ, trong chương đầu tiên của tác phẩm Hitat, người Copt được cho là đã phủ nhận bất kỳ sự can thiệp nào của người Amalek ở Ai Cập và các kim tự tháp được dựng lên như là lăng mộ của Šaddād bīn 'Âd. Nhưng một số chương sau đó, Al-Maqrizi tuyên bố rằng Copts gọi Saurid là người đã xây dựng các kim tự tháp này.

## Khufu trong văn hóa
Ngày nay, hình tượng lịch sử của Khufu xuất hiện nhiều trong phim ảnh, tiểu thuyết và phim tài liệu. Năm 1827, nhà văn khoa học viễn tưởng Jane C. Loudon đã viết cuốn tiểu thuyết Xác ướp! Một câu chuyện về thế kỷ 22. Nội dung của tác phẩm này kể về câu chuyện của những công dân sống ở thế kỷ 22 cùng với những công nghệ khoa học tiên tiến, tuy nhiên xã hội của họ đã suy đồi hoàn toàn. Và chỉ có xác ướp của Khufu mới có thể cứu họ. Năm 1939, Nagib Mahfuz đã viết cuốn tiểu thuyết sự thông thái của Khufu dựa trên những câu chuyện trong cuộn giấy cói Westcar. Năm 1997, tác giả người Pháp Guy Brachet đã sáng tác tiểu thuyết Le roman des pyramides, gồm có năm tập, trong đó hai tập đầu (Le temple soleil và Rêve de pierre) đã lấy hình tượng của Khufu và lăng mộ của ông làm bối cảnh. Năm 2004, Page Bryant đã viết tác phẩm khoa học viễn tưởng Lần đến thứ hai của các vị thần từ những vì sao, đề cập tới việc Khufu đến từ vũ trụ. Cuốn tiểu thuyết Truyền thuyết về ma cà rồng Khufu do Raymond Mayotte viết vào năm 2010, kề về việc vua Khufu là một ma cà rồng và vừa tỉnh giấc sau một giấc ngủ dài trong kim tự tháp của ông.
Những bộ phim nổi tiếng đề cập đến Khufu hoặc ít nhất là có Đại Kim tự tháp làm bối cảnh bao gồm bộ phim Vùng đất của Pharaoh của Howard Hawks vào năm 1955, nôi dung của nó là một câu chuyện hư cấu về quá trình xây dựng Kim tự tháp Khufu, và bộ phim Stargate của Roland Emmerich vào năm 1994, với phần mở đầu kể về việc tìm thấy một thiết bị ngoài trái đất nằm gần khu vực các kim tự tháp.
Khufu và kim tự tháp của ông cũng còn là chủ đề trong các giả thuyết khoa học giả tưởng đề cập đến giả thuyết cho rằng kim tự tháp của Khufu được xây dựng nhờ vào sự giúp đỡ của người ngoài hành tinh và Khufu chỉ đơn giản là đã chiếm đoạt và tái sử dụng công trình này, các giả thuyết này đã bỏ qua các bằng chứng khảo cổ hoặc hoặc thậm chí đã làm sai lệch nó.
Ngoài ra, một tiểu hành tinh nằm gần quỹ đạo được đặt tên theo tên của Khufu: 3362 Khufu